# Slew rate
En electrònica el Slew Rate (SR) és un efecte no lineal en els amplificadors. Representa la incapacitat d'un amplificador per seguir variacions ràpides del senyal d'entrada. Se li defineix com la màxima taxa de canvi en el voltatge de sortida quan el voltatge d'entrada canvia.

## Definició
El slew rate d'un amplificador es defineix com el rang màxim de canvi de la tensió de sortida per tots els senyals d'entrada possibles, de manera que limita la velocitat de funcionament, és a dir la freqüència màxima a la qual pot funcionar l'amplificador per a un nivell donat de senyal de sortida.
Segons la seva definició, el SR és:
{\displaystyle \mathrm {SR} =\left.{\frac {dV_{\rm {o}}(t)}{dt}}\right|_{\mathrm {max} }}
on {\displaystyle V_{\mathrm {o} }(t)} és la tensió de sortida.
Si el senyal és sinusoidal, podem relacionar el valor màxim de tensió a la sortida amb la freqüència màxima d'operació de l'amplificador simplement usant:
{\displaystyle \mathrm {SR} =2\pi f_{\mathrm {max} }V_{\mathrm {pk} }}
on hem anomenat {\displaystyle V_{\mathrm {pk} }} a la tensió pic màxima que podem tenir a la sortida. I a {\displaystyle f_{\mathrm {max} }} la freqüència màxima d'operació de l'amplificador.
El Slew Rate se sol expressar en unitats de V / μs.
Per a un amplificador operacional 741 la màxima velocitat de resposta és 0,5 V / μs., I per al OP-07 és de 0,3V / μs, el que vol dir que el voltatge de sortida canviarà a una raó màxima de 0,5 V a 1μs i 0,3 V a 1μs respectivament.
La raó de la limitació de l'SR és el condensador de compensació que fa servir internament l'amplificador per corregir certes característiques de la resposta en freqüència. Es pot analitzar que la relació aproximada entre el slew-rate, la capacitat d'aquest condensador i el corrent màxim que pot subministrar l'operacional ve donada per:
{\displaystyle \mathrm {SR} ={\dfrac {I_{\mathrm {max} }}{C_{c}}}}
En el cas de lm741:
{\displaystyle \mathrm {SR} ={\rm {{\dfrac {15[\mu A]}{30[pF]}}=0{,}5\left[{\frac {V}{\mu s}}\right]}}}

## Slew rate en electrònica digital i microelectrònica
En electrònica digital, el concepte de slew rate és també rellevant, encara que sol manejar d'una manera lleugerament diferent: el temps de transició d'un senyal digital entre dos punts fixos de mesura, que solen ser típicament el 20% i el 80% de la tensió d'alimentació respectivament..
El slew rate ha de ser mantingut curosament dins d'uns límits per una sèrie de motius:
- Un slew rate massa llarg afecta negativament la velocitat del circuit, allargant els temps de propagació
- Un slew rate inadequat, no cobert per les taules de càlcul de temps de les biblioteques, pot resultar en que l'eina d'anàlisi de temps es vegi obligada a extrapolar els valors de retard i de slew rate de sortida, donant lloc a valors potencialment incorrectes .
- Així mateix, els senyals amb slew rate petit són més vulnerables a problemes de integritat de senyal (soroll).
- Un slew rate massa petit, al seu torn, dona lloc a un pendent de senyal massa acusada que pot generar soroll en un senyal proper.